# Albert Laurell
Albert Zakeus Laurell, född 23 augusti 1868 i Linköping, död 19 mars 1945, först verksam som folkskollärare, 1889 - 1900 var han frälsningsofficer men lämnade Frälsningsarmén och gick med i Svenska Missionsförbundet. Sångförfattare med signaturen "Alstav".

## Sånger
- Sällt det folk som jubelklangen förstår